# Bolusiella
Bolusiella là một chi thực vật có hoa trong họ Orchidaceae. Chi này gồm 6 loài đặc hữu phân bố ở Châu Phi. Bolusiella thường có hình dáng nhỏ cỡ vài inch và đơn thân.